# Marie Paradis
Marie Paradis (Saint-Gervais-les-Bains, 12 de fevereiro de 1779 — Chamonix, 23 de março de 1839) foi empregada de uma albergaria escolhida para ser levada ao alto do Monte Branco.

## História
Se bem que tenha sido a primeira mulher a "chegar" ao cimo do Monte Branco, esse feito não é considerado pelos alpinistas como tendo "subido" como o fez a 3 de Setembro de 1838 Henriette d'Angeville feito esse que é devidamente apreciado pelos chamoniards (habitantes de Chamonix). Segundo eles Marie Paradis  foi "tirada, arrastada e levada" até ao cimo para que se falasse assim do feito de uma mulher ter posto os pés no cume do Monte Branco, mas ela não o fez pelos seus próprios meios e a data escolhida, um 14 de Julho, no dia da Festa nacional francesa (ano incerto: 1808 ou 1809 ou 1811), não é uma coincidência!
Pretendia-se assim dar que falar dos guia de alta montanha na chamada idade de ouro do alpinismo, até porque o guia principal era o célebre Jacques Balmat, o primeiro homem a pôr os pés no cume do Monte Branco.

## Homenagens
Em 1838, alguns meses antes de morrer Marie Paradis participa a uma recepção depois da ascensão de Henriette d'Angeville ao Monte Branco, e felicita-a por ter sido a primeira verdadeira mulher a subir ao Mont Blanc.
A cidade de Chamonix presta-lhe homenagem com a sua promenade Marie-Paradis e o seu nome é dada  a uma escola primária em Saint-Gervais-les-Bains.

## Romance
Alexandre Dumas de passagem por Chamonix encontra Marie Paradis e recolhe informações junto dela para escrever  o Impressions de Voyage em 1834.